# Carlos Lavín (músico)
Carlos Lavín (Santiago de Chile, 10 de agosto de 1883 ; Barcelona, 27 de agosto de 1962) fue un compositor y musicólogo chileno.

## Biografía
Lavín estudió Humanidades y Música de forma autodidacta en Santiago. A partir de 1907 comenzó a investigar el folklore araucano mapuche tomando como punto de partida el trabajo del Padre Félix José de Augusta, publicando los resultados de su investigación entre 1910 y 1917. Desde 1922 pasó varios años en Europa. En este continente estudió Etnografía y Folklore con Marcel Mauss en la Sorbona y con Erich Moritz von Hornbostel en Berlín. En 1934 se instaló en Madrid.
Lavín volvió a Santiago el año 1942, para ingresar en el Instituto de Investigaciones del Folklore Musical. En dicho instituto dio forma entre 1945 y 1948 al Archivo Folkórico. En 1947 fundó el Instituto de Investigaciones Musicales de la Universidad de Chile.
Además el 3 de febrero de 1943 fue miembro Fundador de La Asociación Folklórica Chilena (actual Sociedad de Folclor Chileno). Junto a: Aureliano Oyarzún Navarro, Ismael Edwards Matte, Domingo Santa Cruz, Oreste Plath, Ricardo Donoso, Raúl Silva Castro, Benedicto Chuaqui, Andrés Sabella, Oscar Cortés, Humberto Grez, Leopoldo Pizarro, Vicente Reyes Covarrubias, Víctor Castro, Gualterio Looser, Luis Gómez Catalán, Alberto Ried, Remigio Acevedo, Carlota Andrée, María Luisa Sepúlveda, Camila Bari de Zañartu, Emilia Garnham, Carlos S. Reed, Sady Zañartu, Juana Risi de Maldini, María Bichón. Se consideraron socios a todos los que asistieron a la primera reunión.

## Obra compositiva
- Quiray, suite de ballet
- Otoñales, suite de ballet
- Fiesta Araucana
- Lamentaciones Huilliches para soprano y orquesta
- Cantos de la Mahuida (Cantos de la Selva) para soprano, clarinete y piano
- Cadencias Tehuelches para violín solo o violín y piano
- Dos Versículos budistas para viola y piano (1936)
- Albada y Cantar para sexteto con piano
- Tres Preludios para dos violines
- Álbum Oriental para violín solo
- para piano:
  - Reverie
  - Allegro y Balada
  - Impresiones del Bosque
  - El Lago Sagrado
  - La Isla de los Muertos
  - En el mar
  - Las horas
  - Tríptico
  - Suite Andina
  - Mitos Araucanos
  - Las Misiones
  - Estampas Pueblerinas
  - Noches de la Bonanova
  - La Procesión Flotante

## Escritos
- Músicos Ultramodernos de Francia (en: "Pacífico Magazine". Santiago, 1915)
- Los rumoristas italianos en Chile (en: "Pacífico Magazine". Santiago, 1922)
- El Expresionismo Musical en Alemania (en: "Juventud". Santiago, 1922)
- La Música en América Latina (en: "Le Guide du Concert"". París, 1925)
- La Música de los Araucanos (en: "La Revue Musicale", París, 1925)
- El cromatismo en la música indígena suramericana (en: "Gaceta Musical", París, 1928)
- La Música en América (en: "Gaceta Musical", París, 1928–29)
- La Música en Europa (en: "Revista Música", Barcelona, 1938)
- La Música en los arios 1936 a 1939 (Suplemento de la Enciclopedia Espasa. Barcelona, 1936–39)
- Historia del Jazz (Suplemento de la Enciclopedia Espasa. Barcelona, 1936–39)
- Crónica universal de la música (Suplemento de la Enciclopedia Espasa. Barcelona, 1940)
- La instrumentación de nuestra música nativa (en: "Radiomanía", Santiago, 1944)
- Editores y compositores del siglo XIX (en: "Vida Musical. Santiago", 1945)
- Andacollo, rito del norte de Chile (en "Revista Antártica", Santiago, 1945)
- El arte musical chileno y sus reservas (Santiago, 1946)
- Tres tipos de zamacueca y Tradiciones de la música típica chilena (en:"Chile", Universidad de Chile. Santiago, 1947)
- Chile, tierra y destino (Santiago, 1947)
- La Chimba (Santiago, 1947)
- Danzas Rituales de la Candelaria (en: "Revista Musical Chilena", 1949)
- Nuestra Señora de las Peñas (Instituto de Investigaciones Musicales, Santiago, 1949)
- El Santuario de La Tirana (Instituto de Investigaciones Musicales, Santiago, 1950)
- Jornadas de Folklore Chileno (Santiago, 1950)